# Lublin
Lublin (/ˈlublʲin/ⓘ; en yidis: לובלין‎, romanizado: Liublin) es la novena ciudad más grande de Polonia y la capital del voivodato homónimo. Con una población de 339 850 habitantes, es el mayor centro académico a la orilla derecha del río Vístula y uno de los mayores de Polonia. Se encuentra en la región histórica de Pequeña Polonia.
Uno de los eventos que contribuyó en gran medida al desarrollo de la ciudad fue la Unión polaco-lituana de Krewo en 1385. Lublin prosperó como centro de comercio debido a su ubicación estratégica en la ruta entre Vilna y Cracovia; sus habitantes tenían el privilegio de practicar el libre comercio en el Gran Ducado de Lituania. La sesión del Parlamento de Lublin de 1569 condujo a la creación de una unión real entre la Corona del Reino de Polonia y el Gran Ducado de Lituania, creando así la Mancomunidad Polaco-Lituana. Lublin fue testigo de las primeras etapas de la Reforma en el siglo XVI. Se fundó una congregación calvinista y grupos de arrianos radicales aparecieron en la ciudad, convirtiéndola en un importante centro global de arrianismo. A principios de siglo, Lublin fue conocido por albergar a varios poetas, escritores e historiadores destacados de la época.
Hasta las particiones de finales del siglo XVIII, Lublin era una ciudad real de la Corona del Reino de Polonia. Sus delegados y nobles tenían derecho a participar en las elecciones reales. En 1578, Lublin fue elegida como sede del Tribunal de la Corona, el máximo tribunal de apelación de la Mancomunidad de Polonia y Lituania, y durante siglos la ciudad floreció como centro académico y cultural junto a Cracovia, Varsovia, Posnania y Leópolis.
Aunque Lublin no se salvó de la destrucción durante la Segunda Guerra Mundial, su pintoresco e histórico casco antiguo se ha conservado, siendo desde el 16 de mayo de 2007 uno de los monumentos históricos nacionales de Polonia (Pomnik historii). Lublin destaca por sus espacios verdes y un alto nivel de vida, siendo considerada un lugar atractivo para la inversión extranjera y una de las mejores ciudades para hacer negocios en Polonia, según el analítico Financial Times. El ranking de Inversión extranjera directa colocó a Lublin en segundo lugar entre las mejores ciudades polacas en la categoría de costo-efectividad.

## Historia
Los hallazgos arqueológicos han determinado la presencia de pobladores en el área que conforma la actual Lublin. Un complejo de asentamientos comenzó a desarrollarse en el lugar entre los siglos VI y VII, cuyos restos fueron descubiertos en el centro de la actual Lublin, en la colina Czwartek.
El período de la Alta Edad Media estuvo marcado por una intensificación de pobladores en la región, especialmente en las áreas a lo largo de los valles. Los asentamientos se situaron alrededor de la fortaleza, siendo probablemente uno de los principales centros de la tribu lendiana. Cuando fue destruida en el siglo X, el centro se desplazó hacia el noreste, a una nueva fortaleza sobre el valle de Czechówka y, después de mediados del siglo XII, a la colina del castillo. Se presume que al menos dos iglesias existieron en Lublin a principios del medievo. Uno de ellos probablemente fue erigido en la colina Czwartek durante el reinado de Casimiro I el Restaurador en el siglo XI. El castillo se convirtió en la sede de un castellano, nombrado por primera vez en fuentes históricas desde 1224, pero posiblemente estuvo presente desde principios del siglo XII o incluso del siglo X. El documento histórico más antiguo en mencionar a Lublin data de 1198, por lo que el nombre debió de haber tenido un uso general tiempo antes.
La ubicación de Lublin respecto a las fronteras orientales del territorio polaco le otorgó una gran importancia militar. Durante la primera mitad del siglo XIII, Lublin fue blanco de ataques por parte de mongoles, rutenos y lituanos, que acarrearon la destrucción de la aldea. También estuvo gobernada por el Principado de Galitzia-Volynia entre 1289 y 1302. Lublin fue fundada como ciudad por Vladislao I entre 1258 y 1279, durante el gobierno del príncipe Boleslao V el Casto. Casimiro III el Grande, reconociendo la importancia estratégica del sitio, construyó un castillo de mampostería en 1341 y rodeó la ciudad con muros defensivos. A partir de 1326, la fortaleza incluía una capilla en honor a la Santísima Trinidad y una iglesia de piedra que data del siglo XIV, aún existente.

### Polonia Jagellón
En 1392, Lublin recibió un importante privilegio comercial por parte del rey Vladislao II de Polonia. La paz entre Polonia y Lituania garantizaba la circulación de bienes entre ambos países, siendo Lublin una de las ciudades más beneficiadas por el flujo comercial. En 1474, el área alrededor de Lublin se separaría del voivodato de Sandomierz para formar su propio voivodato de Lublin, el tercer voivodato de Pequeña Polonia.

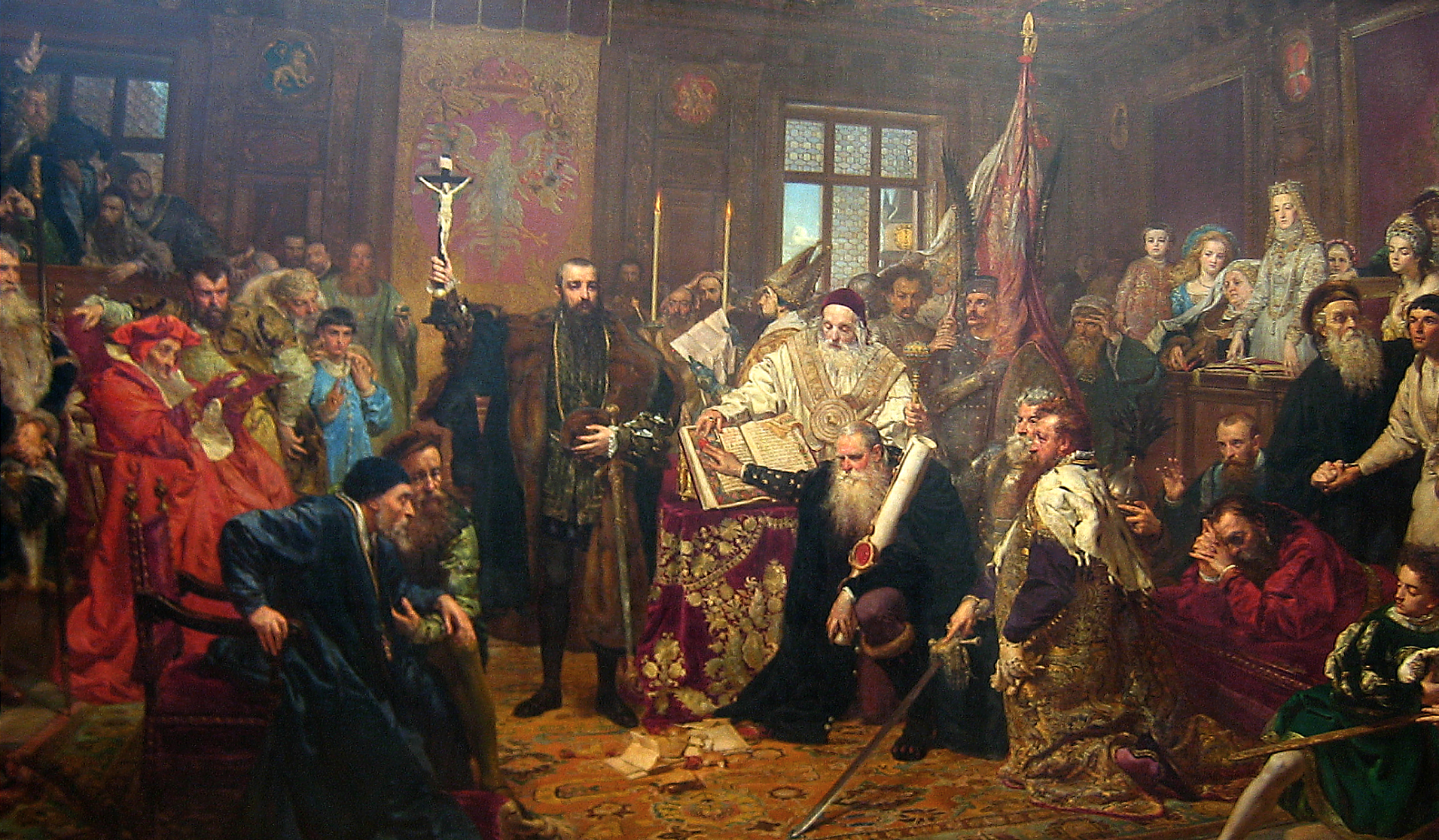
Unión de Lublin, pintura de Jan Matejko expuesta en el Museo de Lublin.

Durante los siglos XV y XVI, la ciudad creció rápidamente. Las mayores ferias de la Mancomunidad polaco-lituana se celebraban en Lublin, y multitud de sesiones del parlamento (Sejm) tuvieron lugar en la ciudad durante el siglo XVI. El 26 de junio de 1569, fruto de una de dichas reuniones, resultó en la proclamación de la Unión de Lublin, creando la República de las Dos Naciones entre Polonia y Lituania. Lublin sería una de las ciudades más influyentes del Estado, gozando de derecho a voto durante las elecciones reales en Polonia. En 1578 se establecería en el Tribunal de la Corona, máxima institución jurídica de la región de la Pequeña Polonia.
Algunos de los artistas y escritores del Renacimiento polaco del siglo XVI vivieron y trabajaron en Lublin, incluidos Sebastian Klonowic y Jan Kochanowski, quien murió en la ciudad en 1584.
Desde la segunda mitad del siglo XVI, varios movimientos de reforma protestante se desarrollaron en Lublin, y una gran congregación de correligionarios polacos estuvo presente en la ciudad. La comunidad judía también se estableció en Lublin alrededor de esta época, siendo una de las mayores de Polonia. Los judíos construyeron una yeshivá, un hospital judío, una sinagoga, un cementerio y un centro de educación (kahal), además de erigir la Puerta Grodzka (también conocida como la Puerta Judía) en el casco histórico. El pueblo judío fue una parte vital de la vida de la ciudad hasta el Holocausto, en el que serían reubicados al gueto de Lublin y finalmente masacrados.
La yeshivá se convirtió en un centro de aprendizaje del Talmud y Cabalá, lo que llevó a la ciudad a llamarse «el Oxford judío». En 1567, el rosh yeshivá recibió el título de rector por parte del rey, junto a derechos y privilegios similares a los de los jefes de las universidades polacas.
En el siglo XVII, la ciudad empezó a deteriorarse debido a una invasión ruso-ucraniana en 1655 y una incursión sueca durante las Guerras del Norte.

### SigloXIXhasta la actualidad

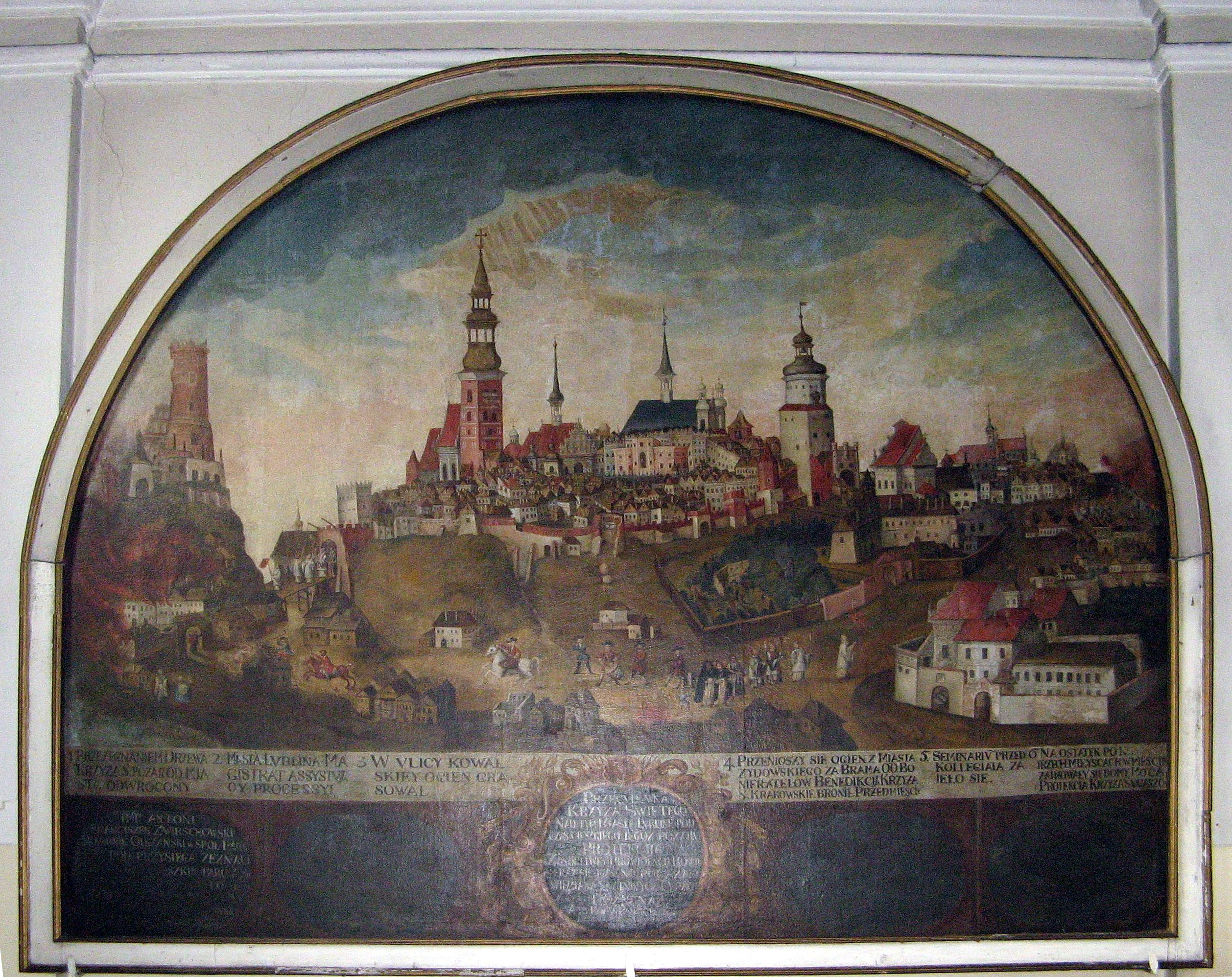
Gran incendio de Lublin de 1719.

Después de la tercera partición de Polonia en 1795, Lublin formó parte del imperio austríaco, después en 1809 del Gran Ducado de Varsovia y más tarde en 1815 del Zarato de Polonia bajo dominio ruso. A principios del siglo XIX se construyeron nuevas plazas, calles y edificios públicos en la ciudad, y la conexión ferroviaria entre Varsovia y la estación de Kóvel se inauguró en 1877, estimulando el desarrollo industrial de Lublin. En esta época, la población creció de 28 900 en 1873 a 50 150 en 1897, incluyendo cerca de 24 000 judíos censados.
El dominio ruso terminó en 1915, cuando la ciudad fue ocupada por el ejército alemán y austrohúngaro. Después de la derrota de las potencias centrales en la Primera Guerra Mundial, el gobierno provisional de la recién creada Segunda República Polaca se localizó en Lublin por un breve tiempo. Durante el periodo de entreguerras, la ciudad continuó modernizándose y su población aumentó: se establecieron importantes empresas industriales, incluida la primera fábrica de aviación en Polonia, la Plage i Laśkiewicz, que luego se nacionalizó como la fábrica de LWS. La Universidad Católica de Lublin también sería fundada en 1918. Para 1921, los católicos constituían el 58,9 % de la población de la ciudad, y los judíos el 39,5 %. En 1931, el 63.7 % de los habitantes eran católicos y el 34.7 % judíos.
Tras la invasión alemana y soviética de 1939 a Polonia, la ciudad pasó a formar parte del Gobierno General controlado por la Alemania nazi. La población fue blanco de severas persecuciones nazis hacia los judíos polacos. Un intento de «germanizar» la ciudad condujo a una afluencia de la etnia Volksdeutsche, aumentando el número de minorías alemanas del 10-15 % en 1939 al 20-25 %. Próxima a la ciudad, la denominada "reserva" para judíos fue construida tomando como base la segregación racial conocida como «Plan Nisko o Lublin».

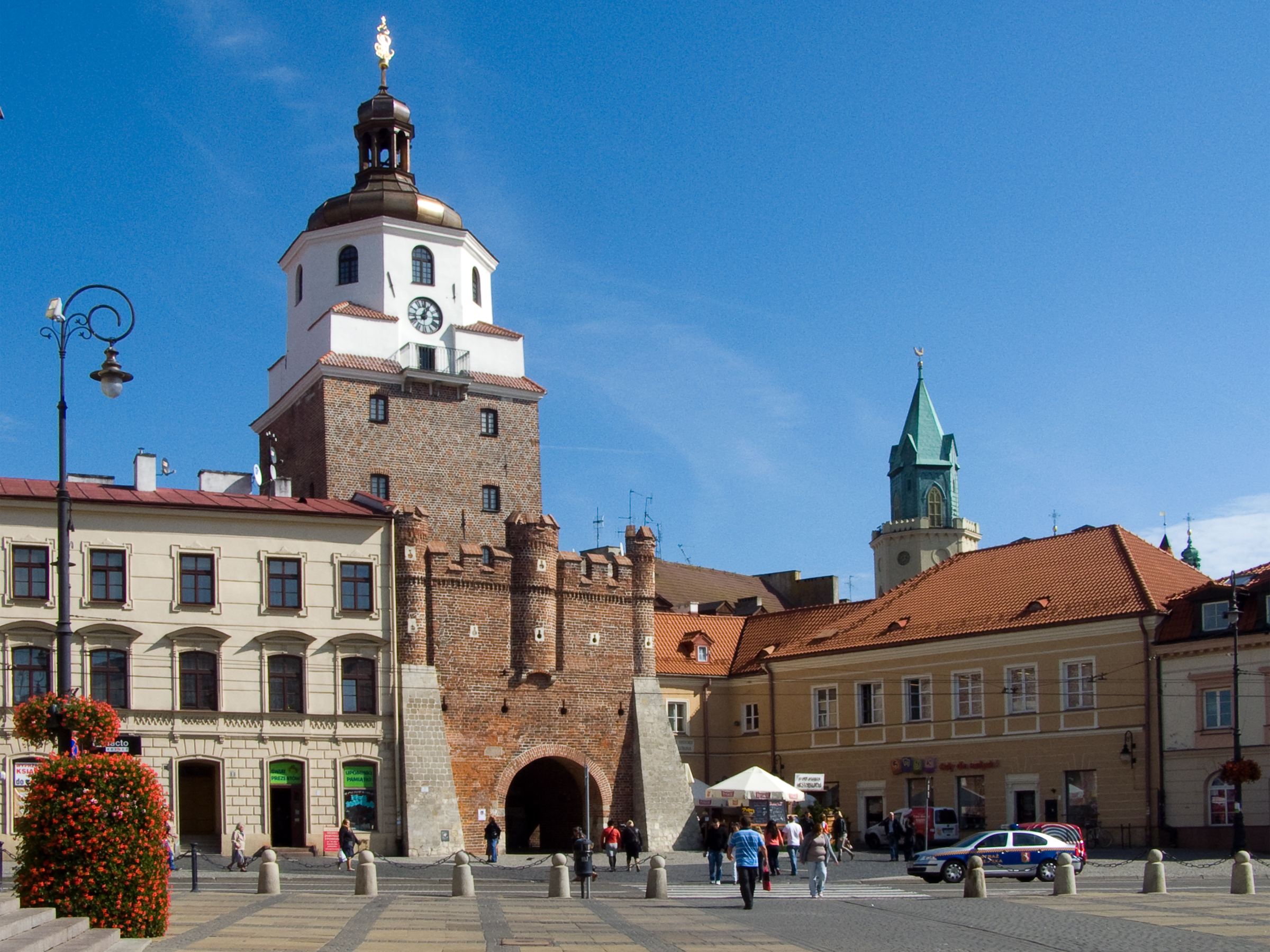
La Puerta Krakowska en el casco antiguo es uno de los hitos más reconocibles de la ciudad.

La población judía se vio obligada a ingresar al recién establecido gueto de Lublin cerca de Podzamcze. La ciudad sirvió como sede de la Operación Reinhard, principal esfuerzo por parte de la Alemania nazi para exterminar a todos los judíos en la Polonia ocupada. La mayoría de los reclusos del gueto, unas 26 000 personas, fueron deportados al campo de exterminio de Bełżec entre el 17 de marzo y el 11 de abril de 1942. El resto fue trasladado a las instalaciones alrededor del campo de concentración de Majdanek establecido en las afueras de Lublin. Casi todos los judíos de la ciudad fueron asesinados durante el Holocausto en Polonia.
Después de la guerra, algunos supervivientes salieron de su escondite mediante la ayuda de rescatadores cristianos o regresaron de la Unión Soviética, y restablecieron una pequeña comunidad judía en la ciudad, aunque su número fue insignificante. La mayoría partieron de Polonia hacia Israel y Occidente.
El 24 de julio de 1944, la ciudad fue tomada por el ejército soviético y se convirtió en la sede temporal del Comité Polaco de Liberación Nacional, controlado por los soviéticos y establecido por Iósif Stalin, que serviría de base para un gobierno títere. La capital de la nueva Polonia fue trasladada a Varsovia en enero de 1945 después de la ofensiva soviética hacia el oeste.
En los años de la posguerra, Lublin continuó creciendo, triplicando su población y expandiendo enormemente su área. Se estableció una considerable base científica y de investigación en torno a la recién fundada Universidad Marie Curie-Skłodowska. También se crearía en la ciudad una gran fábrica de automóviles, la Fabryka Samochodów Ciężarowych (FSC).

## Geografía y Clima
Lublin se encuentra en el extremo norte de la meseta de Lublin, situada en las tierras altas del río Bystrytsia y a unos 170 km al sureste de Varsovia, cerca del límite entre la llanura nordeuropea y la llanura europea oriental. Según la clasificación climática de Köppen, Lublin se encuentra en la zona Dfb, teniendo un clima continental húmedo con inviernos fríos y húmedos y veranos cálidos. La temperatura media anual del aire es de 8.2 °C. Los meses más cálidos son julio y agosto con una temperatura promedio de alrededor de 18-19 °C, y los más fríos de enero y febrero con un promedio de alrededor de -2.5 y -1.4 °C. La precipitación media anual es de unos 601 mm.
| Parámetros climáticos promedio de Lublin (normales 1991–2020, extremos 1951–presente) | Parámetros climáticos promedio de Lublin (normales 1991–2020, extremos 1951–presente) | Parámetros climáticos promedio de Lublin (normales 1991–2020, extremos 1951–presente) | Parámetros climáticos promedio de Lublin (normales 1991–2020, extremos 1951–presente) | Parámetros climáticos promedio de Lublin (normales 1991–2020, extremos 1951–presente) | Parámetros climáticos promedio de Lublin (normales 1991–2020, extremos 1951–presente) | Parámetros climáticos promedio de Lublin (normales 1991–2020, extremos 1951–presente) | Parámetros climáticos promedio de Lublin (normales 1991–2020, extremos 1951–presente) | Parámetros climáticos promedio de Lublin (normales 1991–2020, extremos 1951–presente) | Parámetros climáticos promedio de Lublin (normales 1991–2020, extremos 1951–presente) | Parámetros climáticos promedio de Lublin (normales 1991–2020, extremos 1951–presente) | Parámetros climáticos promedio de Lublin (normales 1991–2020, extremos 1951–presente) | Parámetros climáticos promedio de Lublin (normales 1991–2020, extremos 1951–presente) | Parámetros climáticos promedio de Lublin (normales 1991–2020, extremos 1951–presente) |
| Mes                                                                                   | Ene.                                                                                  | Feb.                                                                                  | Mar.                                                                                  | Abr.                                                                                  | May.                                                                                  | Jun.                                                                                  | Jul.                                                                                  | Ago.                                                                                  | Sep.                                                                                  | Oct.                                                                                  | Nov.                                                                                  | Dic.                                                                                  | Anual                                                                                 |
| ------------------------------------------------------------------------------------- | ------------------------------------------------------------------------------------- | ------------------------------------------------------------------------------------- | ------------------------------------------------------------------------------------- | ------------------------------------------------------------------------------------- | ------------------------------------------------------------------------------------- | ------------------------------------------------------------------------------------- | ------------------------------------------------------------------------------------- | ------------------------------------------------------------------------------------- | ------------------------------------------------------------------------------------- | ------------------------------------------------------------------------------------- | ------------------------------------------------------------------------------------- | ------------------------------------------------------------------------------------- | ------------------------------------------------------------------------------------- |
| Temp. máx. abs. (°C)                                                                  | 12.0                                                                                  | 16.9                                                                                  | 23.2                                                                                  | 29.3                                                                                  | 31.6                                                                                  | 34.1                                                                                  | 35.1                                                                                  | 35.3                                                                                  | 33.8                                                                                  | 26.6                                                                                  | 19.6                                                                                  | 14.8                                                                                  | 35.3                                                                                  |
| Temp. máx. media (°C)                                                                 | -0.1                                                                                  | 1.6                                                                                   | 6.6                                                                                   | 13.8                                                                                  | 19.1                                                                                  | 22.4                                                                                  | 24.5                                                                                  | 24.3                                                                                  | 18.6                                                                                  | 12.5                                                                                  | 6.1                                                                                   | 1.2                                                                                   | 12.6                                                                                  |
| Temp. media (°C)                                                                      | -2.5                                                                                  | -1.4                                                                                  | 2.4                                                                                   | 8.6                                                                                   | 13.6                                                                                  | 16.9                                                                                  | 18.9                                                                                  | 18.4                                                                                  | 13.4                                                                                  | 8.2                                                                                   | 3.2                                                                                   | -1.0                                                                                  | 8.2                                                                                   |
| Temp. mín. media (°C)                                                                 | -4.9                                                                                  | -4.2                                                                                  | -1.1                                                                                  | 3.8                                                                                   | 8.4                                                                                   | 11.7                                                                                  | 13.6                                                                                  | 13.1                                                                                  | 9.0                                                                                   | 4.6                                                                                   | 0.8                                                                                   | -3.3                                                                                  | 4.3                                                                                   |
| Temp. mín. abs. (°C)                                                                  | -33.7                                                                                 | -30.6                                                                                 | -24.2                                                                                 | -7.3                                                                                  | -4.1                                                                                  | 0.2                                                                                   | 4.1                                                                                   | 0.8                                                                                   | -3.8                                                                                  | -7.7                                                                                  | -20.6                                                                                 | -24.5                                                                                 | -33.7                                                                                 |
| Precipitación total (mm)                                                              | 33.6                                                                                  | 31.5                                                                                  | 37.9                                                                                  | 42.3                                                                                  | 70.7                                                                                  | 66.8                                                                                  | 82.2                                                                                  | 54.9                                                                                  | 62.8                                                                                  | 47.4                                                                                  | 36.5                                                                                  | 34.5                                                                                  | 601.0                                                                                 |
| Días de precipitaciones (≥ 0.1 mm)                                                    | 17.10                                                                                 | 15.01                                                                                 | 14.83                                                                                 | 12.50                                                                                 | 13.43                                                                                 | 13.17                                                                                 | 14.07                                                                                 | 10.93                                                                                 | 11.97                                                                                 | 13.07                                                                                 | 14.47                                                                                 | 16.33                                                                                 | 166.88                                                                                |
| Días de nevadas (≥ 0 cm)                                                              | 18.8                                                                                  | 17.8                                                                                  | 9.6                                                                                   | 1.5                                                                                   | 0.0                                                                                   | 0.0                                                                                   | 0.0                                                                                   | 0.0                                                                                   | 0.0                                                                                   | 0.6                                                                                   | 4.8                                                                                   | 14.4                                                                                  | 67.5                                                                                  |
| Horas de sol                                                                          | 44.5                                                                                  | 70.3                                                                                  | 127.5                                                                                 | 187.7                                                                                 | 253.1                                                                                 | 262.8                                                                                 | 263.2                                                                                 | 246.4                                                                                 | 166.2                                                                                 | 116.5                                                                                 | 52.8                                                                                  | 30.3                                                                                  | 1821.3                                                                                |
| Humedad relativa (%)                                                                  | 87.9                                                                                  | 85.5                                                                                  | 78.7                                                                                  | 70.5                                                                                  | 72.9                                                                                  | 74.5                                                                                  | 74.4                                                                                  | 73.4                                                                                  | 80.1                                                                                  | 84.5                                                                                  | 89.0                                                                                  | 89.5                                                                                  | 80.1                                                                                  |
| Fuente n.º 1: Institute of Meteorology and Water Management                           |                                                                                       |                                                                                       |                                                                                       |                                                                                       |                                                                                       |                                                                                       |                                                                                       |                                                                                       |                                                                                       |                                                                                       |                                                                                       |                                                                                       |                                                                                       |
| Fuente n.º 2: Meteomodel.pl (extremas y humedad 1991–2020)                            |                                                                                       |                                                                                       |                                                                                       |                                                                                       |                                                                                       |                                                                                       |                                                                                       |                                                                                       |                                                                                       |                                                                                       |                                                                                       |                                                                                       |                                                                                       |

## Demografía
El siguiente diagrama muestra el crecimiento de la población en los últimos 400 años. En 1999, la población de Lublin se estimó en 359 154 habitantes, siendo la más alta registrada hasta la fecha. Actualmente, Lublin posee un total de 339 850 habitantes censados.

## Economía

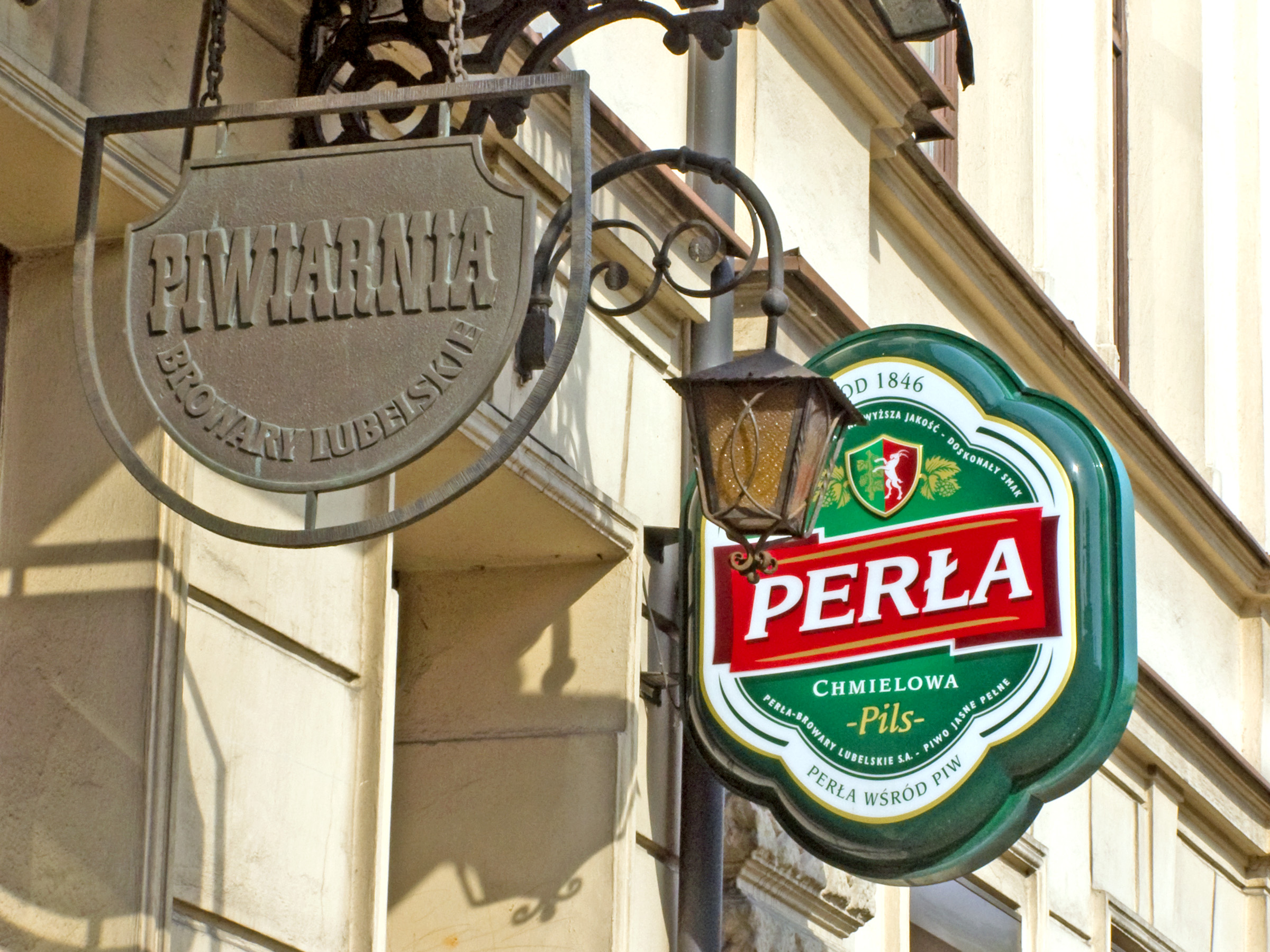
Perła – Browary Lubelskie, marca de cerveza fundada en Lublin.

La región de Lublin no sufrió una transformación económica tan significante como padecieron los voivodatos más próximos a Europa occidental tras el fin de la República Popular de Polonia en 1989. Sin embargo, su cercanía respecto a Varsovia ha permitido una gran afluencia de inversión desde la capital, además de un constante crecimiento gracias a la estrecha cooperación entre ambas ciudades, importante para la economía regional. Las inversiones externas también han ido progresando gracias a la conexión relativamente rápida entre Varsovia y Lublin.
Entre las empresas con sede en Lublin, sobresalen aquellas dedicadas a las TI como Asseco Business Solutions S.A., eLeader Sp z o.o., CompuGroup Medical Polska Sp. z o.o., Abak-Soft Sp. zoo. Otras compañías también tienden a subcontratar en la región, como por ejemplo Comarch S.A., Britenet Sp. Z o.o., Simple S.A. o Asseco Polska S.A. Muchos profesionales también se trasladan a Lublin atraídos por la calidad de vida, la gestión cultural, el medio ambiente o por las mejoras de las conexiones con Varsovia.
En Lublin sobresale la producción de maquinaria agrícola e industria automovilística. La fábrica de automóviles Fabryka Samochodów Ciężarowych (FSC) parecía tener un futuro más brillante cuando fue adquirida por el conglomerado surcoreano Daewoo a principios de los años noventa. Debido a los problemas financieros que atravesó la compañía con la crisis financiera asiática en 1998, la producción en la FSC prácticamente colapsó y la fábrica entró en bancarrota. En el 2003, la planta de la FSC sería adquirida por la firma británica Intrall, un grupo de inversiones que quería diversificar su negocio, y la producción de furgonetas fue reasumida Próxima a la ciudad se encuentra también la sede del fabricante aeronáutico PZL-Świdnik.
El precio de la tierra y los costos de inversión son más bajos que en el oeste de Polonia. Sin embargo, el área de Lublin es uno de los principales beneficiarios de los fondos de desarrollo de la Unión Europea. En septiembre de 2007, el primer ministro firmó un proyecto de ley para crear una zona de inversión económica especial en Lublin, ofreciendo incentivos fiscales a las empresas interesadas en invertir en ella. Cerca de trece grandes empresas como Carrefour, Comarch, Safo, Asseco, Aliplast, Herbapol, Modern-Expo o Perła Browary Lubelskie declararon estar interesadas en formar parte del Parque Mielec, el espacio europeo de desarrollo económico. Al mismo tiempo el gigante energético Polska Grupa Energetyczna, que construirá la primera central nuclear de Polonia, tendrá sus oficinas principales en Lublin.
El declive industrial de Lublin ha hecho también que se reoriente la economía hacia el sector servicios. En los últimos años se han construido nuevos centros comerciales como Tarasy Zamkowe (Terrazas del Castillo), Lublin Plaza, Galería Olimp y Galería Gala, siendo este último el centro comercial más grande de la ciudad, con una superficie de 33 500 metros cuadrados. Se planean inversiones similares para un futuro cercano, como el Park Felin y una nueva galería subterránea (Alchemy) entre las calles Świętoduska y Lubartowska.

## Cultura

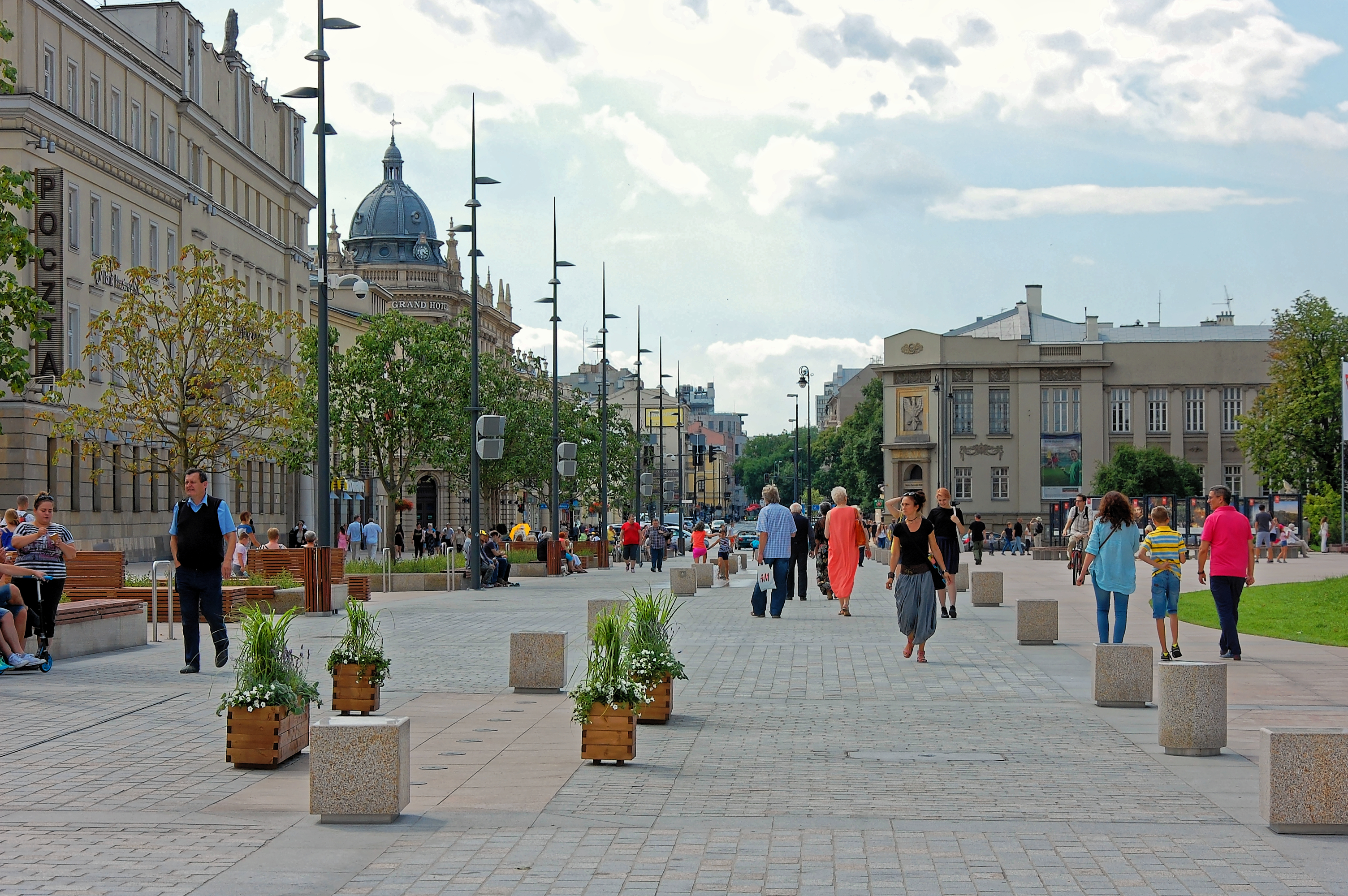
La Plaza Litewski en verano.

Lublin es la ciudad más grande al este de Polonia y sirve como un importante centro cultural a nivel regional. Desde entonces, muchos eventos internacionales han tenido lugar en Lublin, involucrando a artistas internacionales, investigadores y políticos importantes. Los frescos de la Capilla de la Santísima Trinidad en el castillo de Lublin remarcan esa conexión de Lublin entre occidente y oriente: la fusión armónica de motivos occidentales católicos y ruso-bizantinos resulta en una lograda síntesis de dos estilos que frecuentemente son considerados contrapuestos: el bizantino y el gótico.
El casco antiguo de Lublin se asemeja a la arquitectura histórica y al ambiente tradicional de ciudades de la Pequeña Polonia como Cracovia. Sus edificios históricos y tradicionales calles empedradas y estrechas crean una atmósfera única de la ciudad renacentista. Muchos lugares alrededor del casco antiguo disfrutan de una arquitectura aplicable en restaurantes, galerías de arte y clubes. Además del entretenimiento, el área alberga pequeñas empresas y oficinas de prestigio. Lublin dispone de muchos teatros y museos, además de una orquesta profesional: la Filarmónica de Lublin (Filharmonia im. Henryka Wieniawskiego w Lublinie).
El principal museo de la ciudad es el Museo de Lublin, uno de los museos más antiguos y más grandes del este de Polonia. El campo de concentración de Majdanek, situado en el barrio homónimo a las afueras de la ciudad y operativo entre 1941 y 1944, también es uno de los museos más visitados de Lublin, atrayendo a 121 404 visitantes en 2011. También hay numerosas galerías de arte repartidas por toda Lublin; algunas son administradas por propietarios privados y otras son de carácter municipal o estatal, como la Galeria Labirynt, anteriormente conocida como BWA, Biuro Wystaw Artystycznych. Entre los teatros y organizaciones culturales en Lublin, sobresalen el Teatro Musical de Lublin (Teatr Muzyczny w Lublinie), con espectáculos regulares de ópera, opereta, musicales y ballet. Los teatros Juliusz Osterwa y Hans Christian Andersen también ofrecen un amplio abanico de actividades culturales para toda la familia.

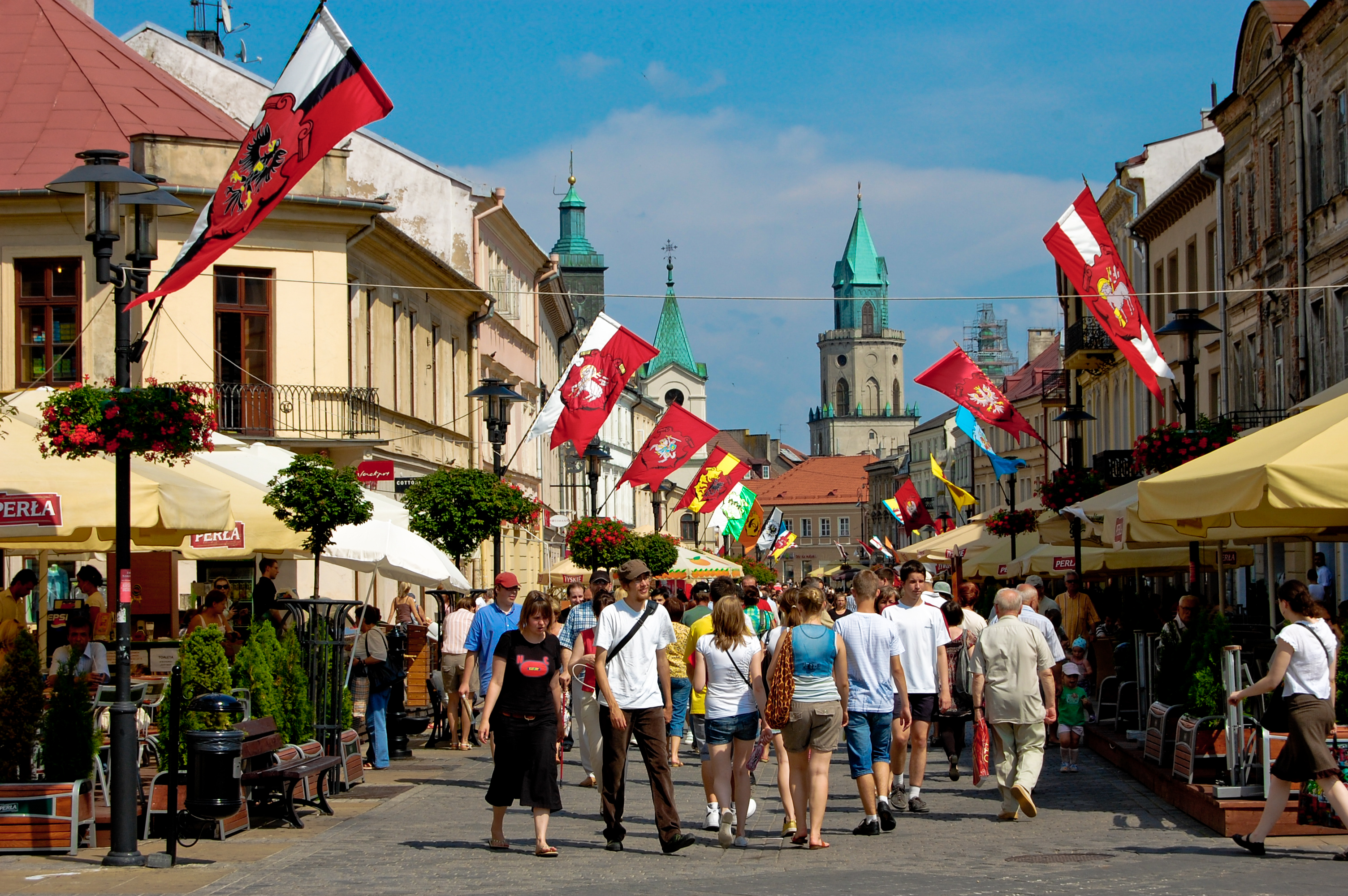
La Krakowskie Przedmieście durante la celebración del 440 anniversario de la Unión de Lublin.

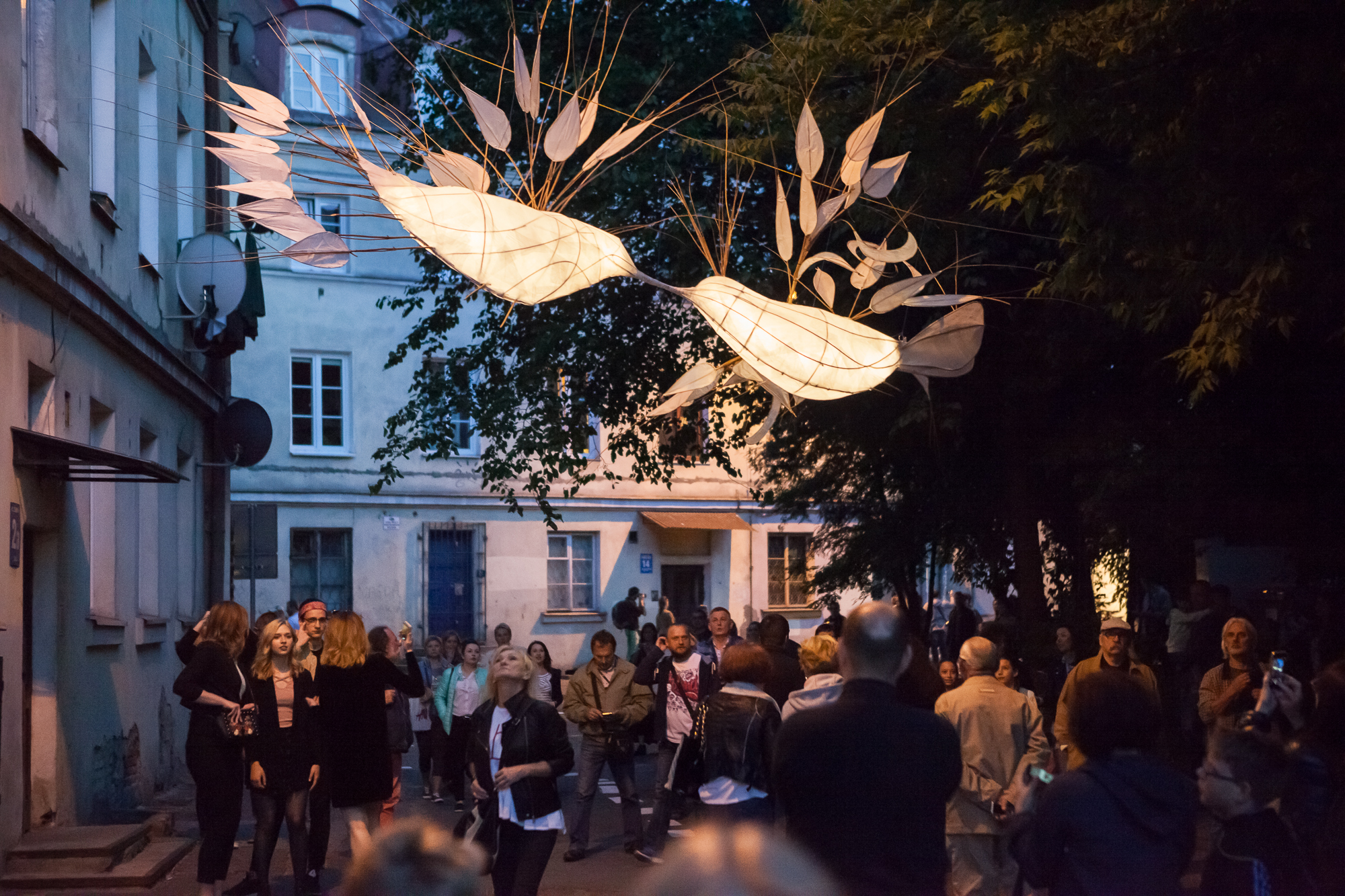
La Noche de la Cultura.

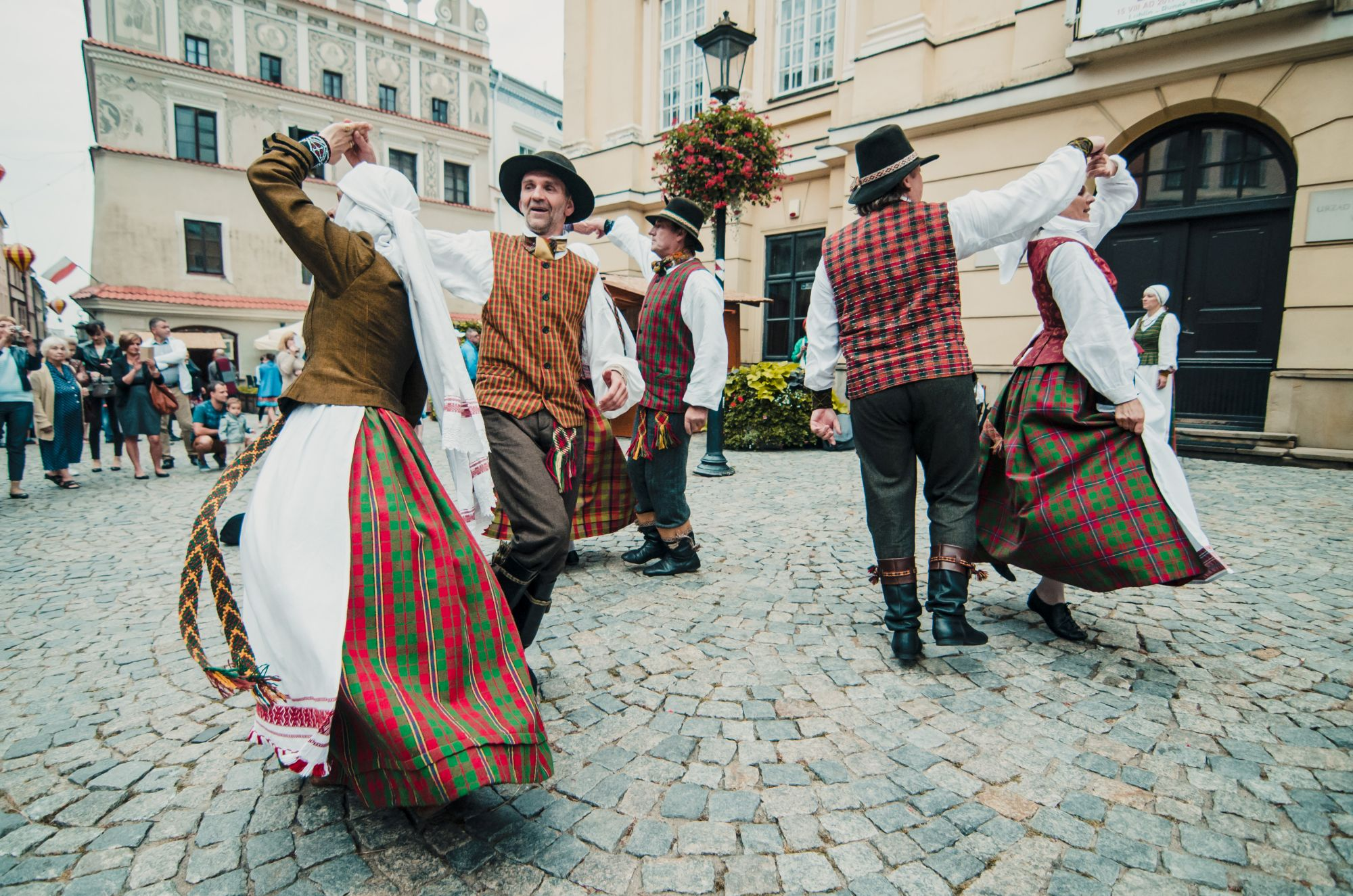
La Feria Jagellona.

Atendiendo a los estudiantes, que representan el 35 % de la población de Lublin, la ciudad ofrece una vibrante escena musical y de discoteca. Su gran riqueza culinaria se traduce en más de un centenar restaurantes, cafeterías, pubs, clubes y otros establecimientos gastronómicos en el casco antiguo y sus alrededores. Además, Lublin pretende ser conocida como la capital polaca de los festivales, aumentando cada año el número de festivales. Entre los más conocidos, destacan el Carnaval Sztukmistrzów, celebrado en los últimos días del mes de julio e inspirado en la novela El mago de Lublin del escritor judío-polaco Isaac Bashevis Singer; el Urban Highline Festival Lublin, dedicado a todos aquellos que realizan la práctica del slackline; el OpenCity Festival con actuaciones al aire libre en lugares públicos de toda la ciudad; la Noche de la Cultura (Noc Kultury) y la Noche de los Museos (Noc Muzeów), en donde todas las instituciones culturales de Lublin son gratuitas y accesibles a todos los públicos durante la noche; la Feria Jagellona (Jarmark Jagielloński) que tiene lugar a finales de agosto y atrae a artistas y artesanos de Europa Central y Oriental; o el Festival Internacional de Música Folk del Día de San Nicolás (Mikołajki Folkowe), siendo el festival de música folk más antiguo de Polonia y acontecido en la primera semana de diciembre.
Lublin es también una ciudad con un importante pasado cinematográfico. Algunas de las películas más notables filmadas en Lublin incluyen la película The Reader, basada en el libro homónimo de Bernhard Schlink y ganadora de un Óscar en 2008, filmada parcialmente en el campo de concentración de Majdanek. Ese mismo año Lublin colaboró con la ciudad ucraniana de Leópolis para grabar y distribuir materiales promocionales en el Festival de Cannes para atraer a la industria cinematográfica, contando con el patrocinio de la Unión Europea. Actualmente hay un gran número de cines en Lublin, incluyendo el Cinema City (multiplex), Multikino, Cinema Bajka, Cinema Chatka Żaka, Cinema Perla, Cinema Grazyna y Cinema Medyk, entre otros.
En lo que concierne a los medios de comunicación, hay una estación de televisión pública en la ciudad: TVP Lublin, propietaria de una torre de telecomunicaciones de hormigón de 104 metros de altura. La estación lanzó su primer programa al aire en 1985, y en los últimos años ha contribuido otorgando programación al canal TVP3 y luego a TVP Info. Las estaciones de radio que se transmiten desde Lublin incluyen Radio eR - 87.9 FM, Radio Eska Lublin - 103.6 FM, las estaciones regionales de Polskie Radio Radio Lublin - 102.2 FM y Radio Free - 89,9 FM, la emisora universitaria Radio Centrum - 98.2 FM y la radio musical Złote Przeboje Lublin - 95.6 FM. Los periódicos locales incluyen los diarios Kurier Lubelski y Dziennik Wschodni, el suplemento regional de la Gazeta Wyborcza y los periódicos gratuitos Metro (diario) y Nasze Miasto Lublin (semanal).

## Turismo

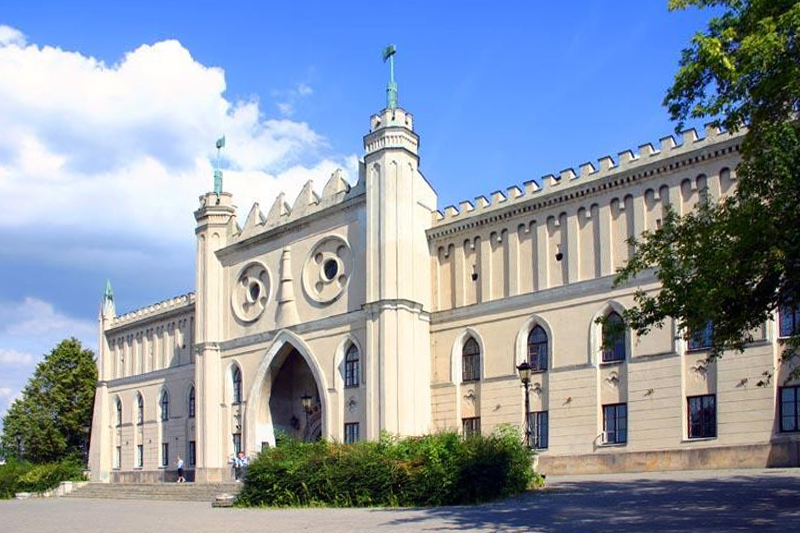
Fachada neogótica del Castillo de Lublin.

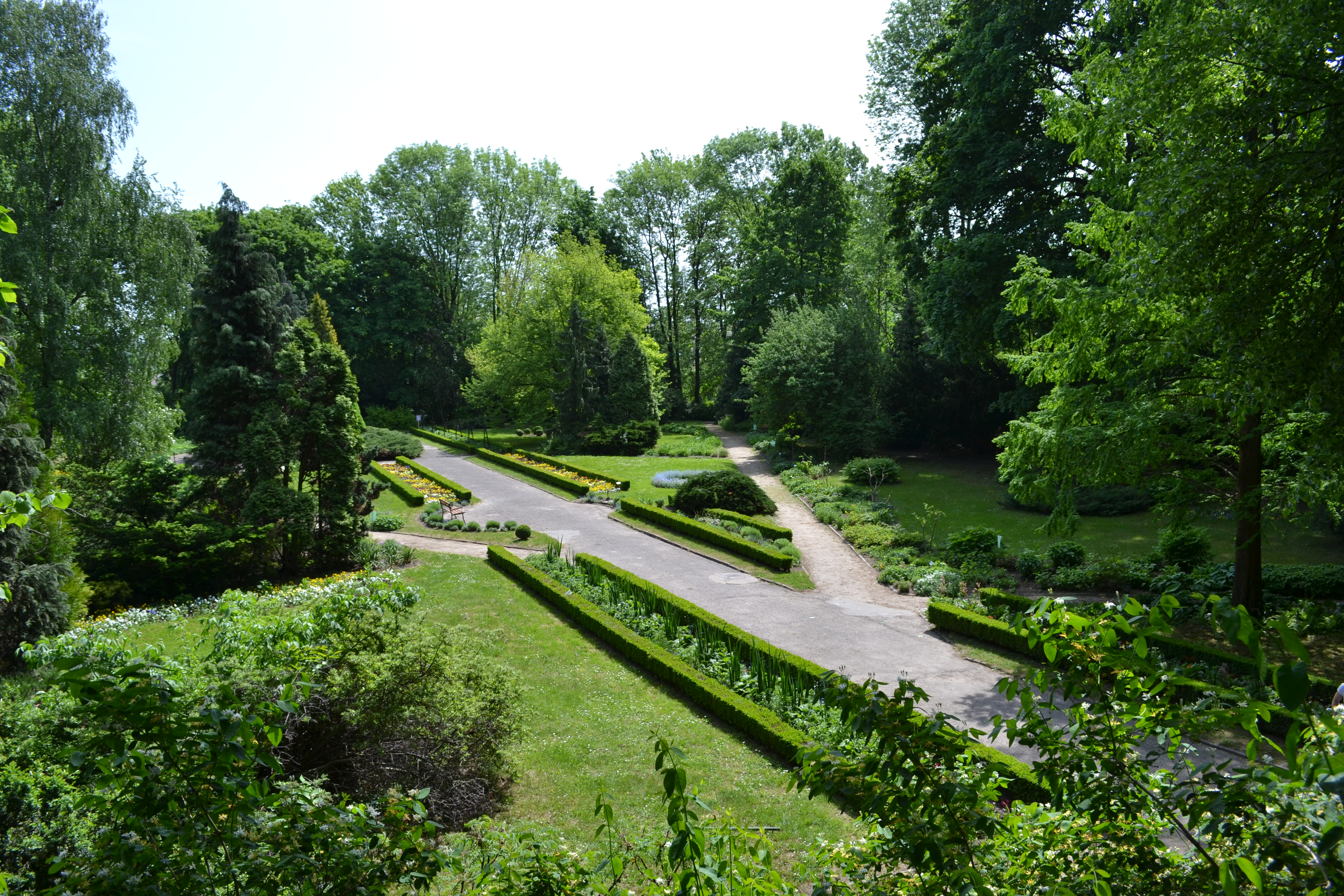
Jardín botánico de la ciudad.

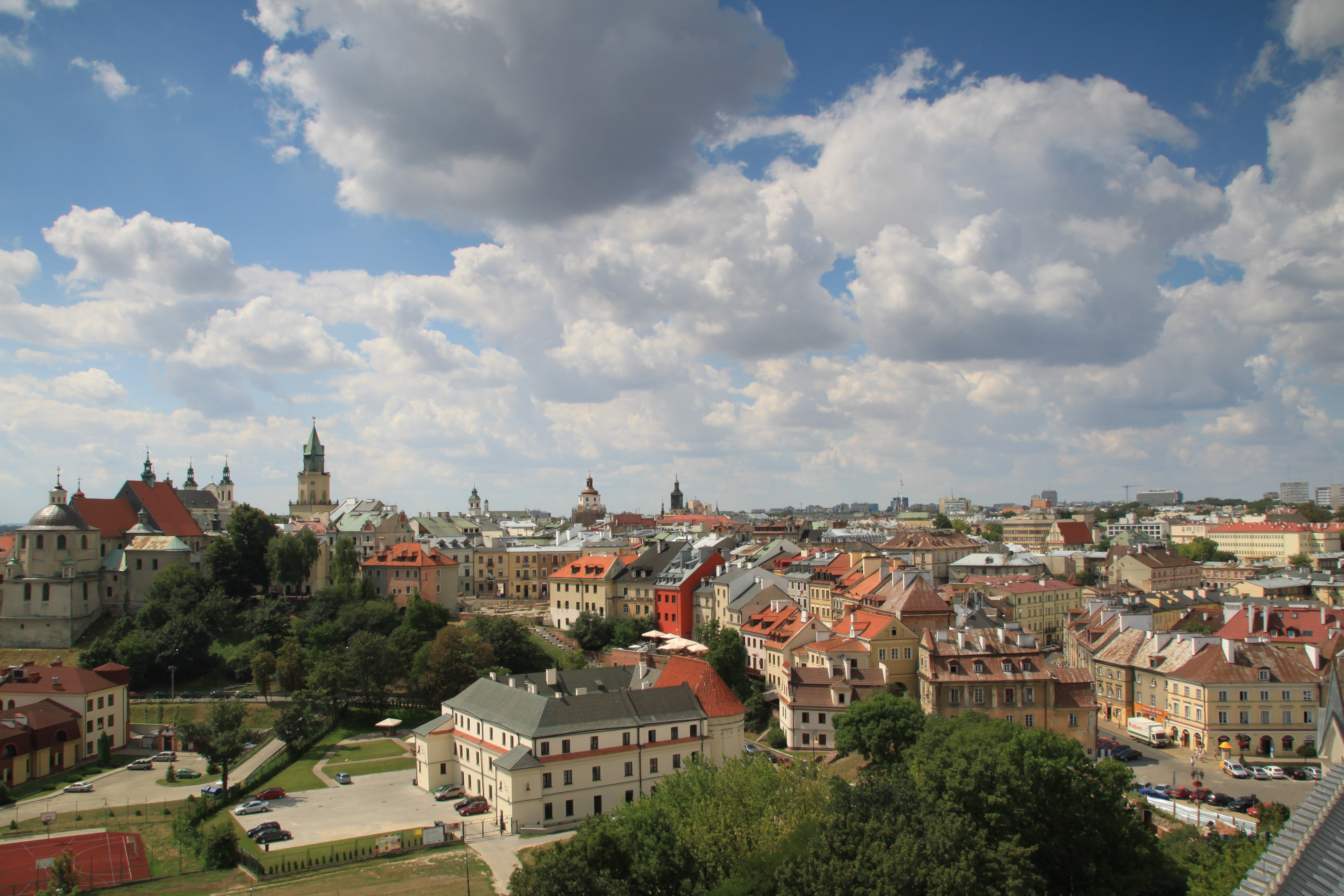
Vista panorámica de Lublin.

Lublin es un importante destino turístico a nivel nacional debido a su gran riqueza patrimonial. Al ser una de las ciudades polacas más antiguas, posee edificios que datan desde los albores del estado polaco hasta la Edad Media y el Renacimiento, esta última siendo la edad de oro en la que Lublin se consolidó como una de las ciudades más importantes e influyentes de la Corona del Reino de Polonia. Concentradas en el casco histórico se encuentran edificaciones de estilo gótico, barroco, del clasicismo y principios del siglo XX, y muchos objetos de épocas anteriores pueden ser vistos en colecciones y exposiciones en varios de los museos de Lublin, aumentando la oferta cultural que ofrece la ciudad.
- Castillo de Lublin
- Puerta Krakowska
- Puerta Grodzka
- Torre Gótica de Lublin
- Torre Trinitaria de Lublin
- Nuevo y antiguo ayuntamiento
- Catedral de San Juan Bautista
- Yeshivá Jajmei de Lublin
- Palacio de los Czartoryski
- Palacio de los Lubomirski
- Palacio pogubernialny
- Teatro Juliusz Osterwa
- Teatro Andersen
- Iglesias:
  - Iglesia y monasterio de los Dominicos
  - Iglesia bajo la advocación del Espíritu Santo
  - Iglesia y monasterio de los Bernardinos
  - Iglesia Pobrygidkowski
  - Iglesia y monasterio de los Capuchinos
  - Iglesia evangélica
  - Iglesia y monasterio de los Carmelitas Descalzos
  - Antigua iglesia ortodoxa griega - actualmente Iglesia de San Jozafat
  - Iglesia de San Nicolás en Czwartek
  - Iglesia ortodoxa bajo la advocación de la Transfiguración del Señor
  - Palacio Episcopal
- Monumentos:
  - Monumento a la Unión Polaco-lituana
  - Monumento al Mariscal Piłsudski
  - Monumento al Soldado Desconocido
  - Monumento a la Constitución del 3 de mayo
  - Monumento a Józef Czechowicz
  - Monumento a Jan Kochanowski
  - Monumento a las Víctimas del gueto

## Transporte

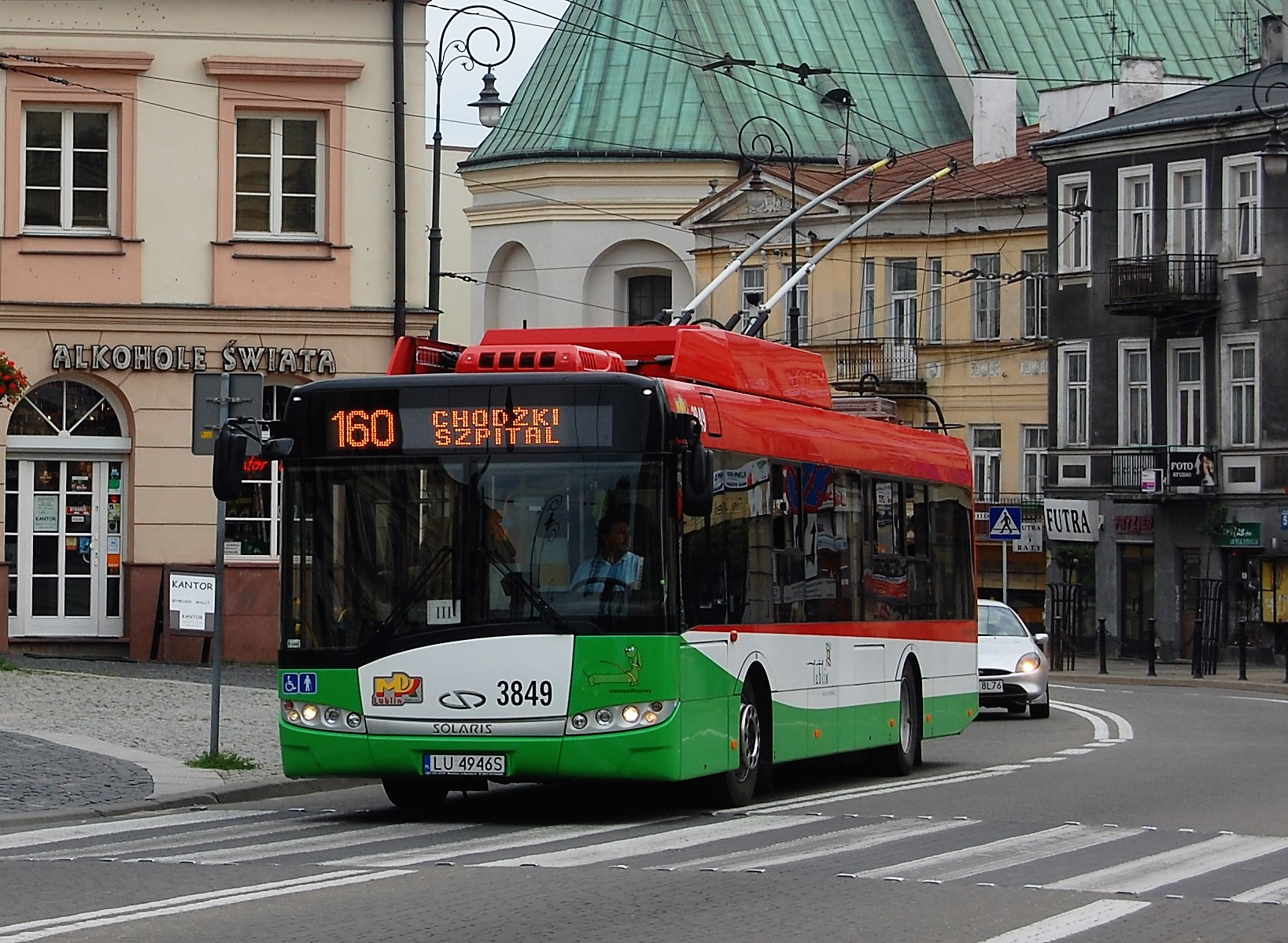
Un trolebús de Lublin, con los colores representativos de la ciudad, pasando por la plaza Łokietka.

A diez kilómetros al sureste de Lublin, en Świdnik, se encuentra el aeropuerto homónimo (en polaco: Port Lotniczy Lublin - IATA: LUZ), el mayor aeropuerto al este de Polonia. El aeropuerto de Lublin se encarga de servir tanto a la ciudad como al resto de localidades circundantes, y en 2018 generó un tráfico de más de 450 000 pasajeros. Hay un enlace directo por tren y autobús desde el aeropuerto hasta el centro de Lublin. Desde la estación de trenes de Lublin Główny parten diez trenes diarios a Varsovia y tres a Cracovia, disponiendo además de conexiones directas con Rzeszów, Szczecin, Gdynia y otras ciudades regionales como Nałęczów, Chełm o Zamość. El tren expreso hacia la capital dura aproximadamente dos horas y media.
La red de carreteras de Lublin se encuentra en la actualidad en proceso de remodelación. Lublin se encuentra en la intersección de las autopistas S12, S17 y S19, todas ellas en proceso de construcción: la autopista S17 entre Lublin y Varsovia estará lista para la segunda mitad de 2020. La S19 entre Lublin y Rzeszów está actualmente en obras y estará terminada para el año 2023. El resto de vías que serán construidas en los próximos años son la S12 hacia el este en dirección a Chełm, la S17 hacia el sureste dirección a Zamość y la S19 al norte, hacia Białystok.
Los autobuses de larga distancia salen cerca del castillo en el casco histórico y sirven a la mayoría de los mismos destinos que la red ferroviaria. Además, Lublin es una de las cuatro ciudades polacas que poseen una red de trolebuses, junto a Gdynia, Sopot y Tychy.

## Educación
Lublin es la sede de una de las escuelas más antiguas que aún siguen operativas en Polonia, la Escuela Staszic, creada en 1586. Entre sus alumnos notables destacan el escritor Bolesław Prus y el cofundado de la Bolsa de Varsovia Lesław Paga.
La primera escuela de Lublin fue fundada en el siglo XVII de la mano de los Padres Dominicos, siendo su primer rector el padre Paweł Ruszel y estando centrada en filosofía y teología. La Universidad Católica de Lublin sería fundada a principios del siglo XX, en 1918. Liderada por el sacerdote Idzi Radziszewski, generó un renacimiento científico de la ciudad y atrajo a estudiantes y científicos destacados de ciudades próximas como Leópolis o Cracovia. La vida académica siguió desarrollándose aún con mayor intensidad tras la Segunda Guerra Mundial, cuando se fundó en 1944 la Universidad Marie Curie-Skłodowska como alternativa a la universidad católica. De esta última se escindirían dos nuevas instituciones: la Universidad de Medicina y la Universidad de Ciencias de la Vida de Lublin. Durante la década de 1990 también se produjo la llegada de nuevas universidades privadas a la ciudad, como la Universidad de Económicas e Innovación.

## Política

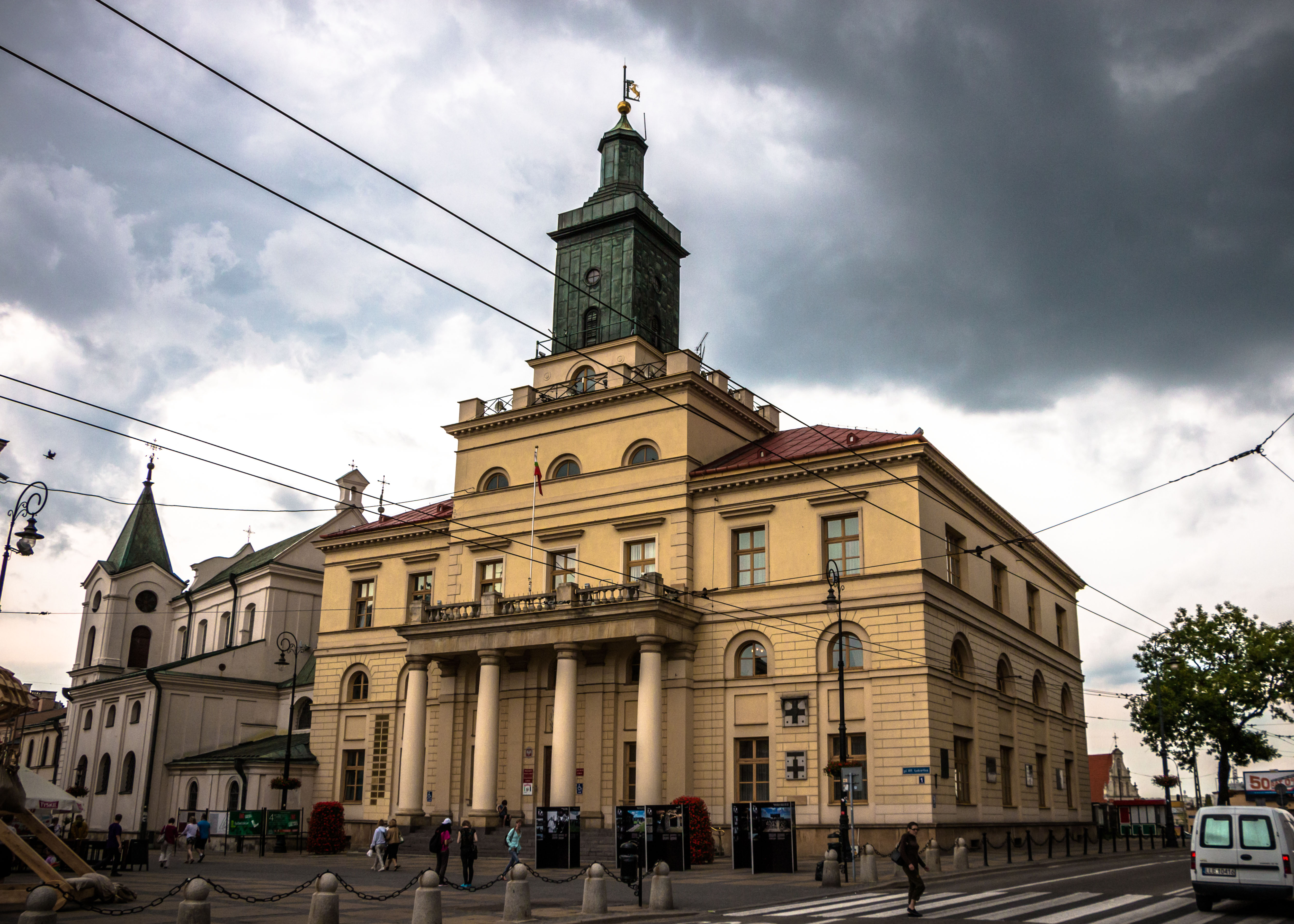
Nuevo ayuntamiento de Lublin.

Lublin es la capital del voivodato de Lublin desde el 1 de enero de 1999, siendo una de las dieciséis unidades territoriales que componen la República de Polonia. La ciudad es un gmina urbano separado y una ciudad distrito (powiat). El gobierno municipal recae en el ayuntamiento, conformado por 31 concejales elegidos directamente por los habitantes de la ciudad. El actual alcalde de la ciudad es Krzysztof Żuk, quien ocupa el cargo desde 2010. El mandato del consejo y el presidente se extiende a todas las áreas de la política municipal y la planificación del desarrollo, hasta el desarrollo de la infraestructura local, el transporte y el permiso de planificación en cada una de las 27 divisiones administrativas que componen Lublin: Abramowice, Bronowice, Czechów Południowy, Czechów Północny, Czuby Południowe, Czuby Północne, Dziesiąta, Felin, Głusk, Hajdów-Zadębie, Kalinowszczyzna, Konstantynów, Kośminek, Ponikwoda, Rury, Sławin, Sławinek, Stare Miasto, Szerokie, Śródmieście, Tatary, Węglin Południowy, Węglin Północny, Wieniawa, Wrotków, Za Cukrownią, Zemborzyce.
Lublin es una ciudad piloto del Consejo de Europa y del Programa de "Ciudades interculturales" de la Comisión Europea. En 2007, Lublin se unió al grupo de ciudades polacas candidatas para el título de Capital Europea de la Cultura. Lublin fue preseleccionada, pero finalmente fue elegida Breslavia. En 2017, Lublin recibió el Premio de Europa de la Asamblea Parlamentaria del Consejo de Europa.

## Deporte
La ciudad de Lublin es sede del club de baloncesto Start Lublin, que compite en la Polska Liga Koszykówki, la máxima categoría de baloncesto masculino en Polonia. El balonmano también es un deporte con larga tradición en Lublin, siendo el MKS Perła Lublin el equipo más laureado de la liga femenina con 22 títulos. Dentro del ámbito futbolístico destacan el Motor Lublin y el Lublinianka Lublin, que en la actualidad compiten en las categorías inferiores del sistema de ligas del fútbol polaco. El Motor Lublin posee además su propia sección de speedway, el KM Cross Lublin, uno de los principales equipos de speedway de la Ekstraliga. Asimismo, el Arena Lublin donde el Motor disputa sus partidos como local fue uno de los seis estadios que acogieron la Copa Mundial de Fútbol Sub-20 de 2019.

## Ciudades hermanadas
Las ciudades hermanadas con Lublin son:
- Alcalá de Henares (España)[47]
- Brest (Bielorrusia)(2009-22)[47][48]
- Debrecen (Hungría)[47]
- Delmenhorst (Alemania)[47]
- Erie (Estados Unidos)[47]
- Ivano-Frankivsk (Ucrania)[47][49]
- Lancaster (Reino Unido)[47]
- Leópolis (Ucrania)[47]
- Lublin (Estados Unidos)[47]
- Lugansk (Ucrania)[47]
- Lutsk (Ucrania)[47]
- Münster (Alemania)[47][50]
- Nancy (Francia)[47]
- Nykøbing Falster (Dinamarca)[47]
- Panevėžys (Lituania)[47]
- Pernik (Bulgaria)[47]
- Nilüfer (Turquía)[47]
- Rishon LeZion (Israel)[47][51]
- Starobilsk (Ucrania)[47]
- Sumy (Ucrania)[47]
- Tilburgo (Países Bajos)[47]
- Tver (Rusia)
- Viseo (Portugal)[47]
- Windsor (Canadá)[47][52]